# Хосе Морено Руїс
Хосе Морено Руїс (ісп. Jose Moreno Ruiz) — іспанський, андалузький підприємець, президент футбольного клубу «Кадіс КФ» із міста Кадіс. Він став, 11 за ліком, президентом головного футбольного клубу побережжя Кадіської затоки.

## Життєпис
Хосе Морено Руїс був із числа андалузької знаті, бо лише таким родинам доручалося кермування спортивними тогочасними клубами. Його предки були фабрикантами-підприємцями, відтак і Хосе Морено випало продовжити їх справи. Але ще замолоду він був активною особистістю, захоплювався спортом, а коли добирали нових членів до спортивного Футбольного клубу «Кадіс КФ», Хосе Морено Руїса запросили в його акціонери-партнери, а пізніше, ще й обрали президентом клубу.
Головний набуток Антоніо Хосе Морено Руїса: Участь команди в першості Сегунди (другої за значимістю футбольної ліги країни). Йому довелося опікуватися як головною футбольною командою, так ще другою командою, а також юнацьким аматорським колективом. За його каденції команда провела два діаметрально протилежних сезони: то перебуваючи на вершинах таблиці, то опустившись в стан аутсайдерів.
Сезон 1941-42 років, вважається одним з найуспішніших на зорі становлення клубу. Адже лише одне очко відділило їх від савітного 2 місця і участі в фінальному турнірі за вихід до Ла-Ліги. Команда починала сезон під опікою тренера Мігеля Анхеля Варкальселя (Miguel Ángel Valcárcel), а закінчували під наставництвом Хосе Кіранте (José Quirante).
Сезон 1942-43 років видавався, для вболівальників багатообіцяючим: команда підсилилася відомим тренером та кількома знаними гавцями. Але не так сталося, як гадалося: спершу невдалий старт на чолі з Теодоро Маурі (Teodoro Mauri) змусив керівництво поспішно шукати нового тренера, а потім й урізати видатки клубу, через фінансові негаразди. Під наставництвом Сантьяго Буїрія (Santiago Buiría) команда спробувала виправити становище, але в перехідному турнірі, гра ще більше розбалансувалася і остаточним вердиктом стало пониження в класі.
Невдалий сезон 1942-43 років, коли команда понизилася до Терсери, зумовили відставку її очільників. Після полишення поста президента клубу, Хосе Морено Руїс повернувся до своїх фінансових справ та продовжив своє сприяння спорту в Кадісі.